# Yosemite Lakes (Kalifornija)
Yosemite Lakes je naseljeno područje za statističke svrhe u američkoj saveznoj državi Kalifornija. Prema popisu stanovništva iz 2010. u njemu je živjelo 4.952 stanovnika.